# نار الحب (فلم)
نار الحب فلم مصري إنتاج 1968 بطولة حسن يوسف، سعاد حسني وجوليا ضو وفيليب عفيفي ومن إخراج فاروق عجرمة